# Старі Арті
Ста́рі А́рті (рос. Старые Арти) — село у складі Артинського міського округу Свердловської області.
Населення — 879 осіб (2010, 953 у 2002).
Національний склад станом на 2002 рік: росіяни — 98 %.